# Кособудская, Арлета
Арлета Кособудская (урожд. Флисиковская, пол. Arleta Kosobudzka; 22 февраля 1994) — польская шашистка.  В составе сборной Польши  победитель командного чемпионата мира 2022 (рапид), командного чемпионата Европы 2023 и 2016 (блиц).
Участница Всемирных Интеллектуальных Игр (2012, Лилль), Кубка мира (2013, 2014), европейских чемпионатов среди женщин 2012, 2014, чемпионатов Польши среди мужчин (2011, 2014), чемпионатов мира среди молодежи (2011, 2012), 2013 — 6 место, чемпионатов Европы среди молодежи (2012), 2013, 4 место (блиц).
Пятикратная чемпионка страны (2011, 2016, 2017, 2019, 2020). Мастер ФМЖД (2012 год).
Победительница этапа Кубка мира Riga Open 2019.
Дебютировала на чемпионате мира 2021 года, заняла 5 место.

## Достижения на юниорском уровне

### Чемпионат мира
Девушки (до 19 лет): 9 место в 2008, 12 место в 2010, 11 место в 2011, 8 место в 2012, 11 место в 2013 (возрастные группы появились в 2011 году).

### Чемпионат Европы
Кадеты (G16): 10-е место в основной программе, и девятое в блице 2008.
Мини-кадеты (G13): 9-е место в главном турнире, и шестое месте в блице в 2006, 8-е место в 2007 году.
Надежды (G10): 2 место в 2003 году и четвёртое место в 2004 году.